# Nannolene nigrescens
Nannolene nigrescens är en mångfotingart som beskrevs av Carl Graf Attems 1903. Nannolene nigrescens ingår i släktet Nannolene och familjen Cambalidae. Inga underarter finns listade i Catalogue of Life.